# Senza sapere niente di lei
Senza sapere niente di lei («Sin saber nada de ella» en italiano) es una película italiana de giallo de 1969 producida y dirigida por Luigi Comencini. Está basada en la novela La morale privata de Antonio Leonviola. Por esta película Paola Pitagora fue galardonada con un Nastro d'argento a la mejor actriz.

## Argumento
El investigador de seguros Nanni Brà (Philippe Leroy) estudia la causa de la muerte de una anciana, madre de cinco hijos, fallecida recientemente y que tenía suscrita una póliza de seguro de vida de gran cuantía. Existe la posibilidad de que la mujer, que murió por una sobredosis de droga, pudo haberse suicidado. Si se demuestra que la mujer se suicidó, la aseguradora de Nanni no tendría que pagar ninguna prima. Luego, Nanni conoce a los cinco hijos de la mujer y, en particular, se hace amigo de la joven Cinzia (Paola Pitagora).

## Reparto
- Philippe Leroy como Nanni Brà.
- Paola Pitagora como Cinzia Mancuso.
- Sara Franchetti como Pia Mancuso.
- Elisabetta Fanti como Secretaria.
- Graziella Galvani como Giovanna.
- Giorgio Piazza como Abogado Polli.
- Silvano Tranquilli como Ing. Zappengo.
- Umberto D'Orsi como Paolo.
- Fabrizio Moresco como Orfeo Mancuso.
- Ettore Geri como Doctor.
- Augusta Di Vincenzi como Madre del paciente (no acreditada).